# 喜泉镇
喜泉镇，是中华人民共和国甘肃省白银市景泰县下辖的一个乡镇级行政单位。

## 行政区划
喜泉镇下辖以下地区：
大水砟村、喜集水村、兴泉村、三塘村、北滩村、余梁村、新庄村、新民村、尚坝村、南滩村、陈庄村、大安村、福禄村、马莲水村、中心村、三台井村、铧尖村、民安村和祥安村。